# Gmina Waśniów
Die Gmina Waśniów ist eine Landgemeinde im Powiat Ostrowiecki der Woiwodschaft Heiligkreuz in Polen. Ihr Sitz ist das gleichnamige Dorf.

## Gliederung
Zur Landgemeinde (gmina wiejska) Waśniów gehören folgende Dörfer mit einem Schulzenamt:
Boksyce
Boleszyn
Czajęcice
Czażów
Dobruchna
Garbacz
Grzegorzowice
Janowice
Jeżów
Kotarszyn
Kraszków
Milejowice
Mirogonowice
Momina
Nagorzyce
Nosów
Nowy Skoszyn
Pękosławice
Piotrów
Prusinowice
Roztylice
Sarnia Zwola
Sławęcice
Strupice
Stryczowice
Śnieżkowice
Wałsnów
Waśniów
Witosławice
Wojciechowice
Worowice
Wronów
Zajączkowice
Kleinere Ortschaften der Gemeinde sind:
Bidziny
Boleszyn-Kolonie
Czażów-Kolonia
Dwór
Folwark
Gajówka
Garbacz-Jeziorko
Garbacz-Skała
Górki
Gorzelnia
Grzegorzowice-Kolonia
Jabłonka
Jesionna
Jopówek
Karczma
Karpaty
Kolonia
Komorniki
Kotarszyn-Kolonia
Kowalkowice
Kozi Ogon
Kunin
Lipie
Milejowice-Kolonia
Mirogonowice
Momina Poduchowna
Na Folwarku
Na Koloniach
Nagorzyce
Nosów-Kolonie
Osada Młyńska
Parcela
Pod Brzezinami
Pod Kopcem
Pod Skałą
Podlesie
Przydanki
Rudy
Sarnia Zwola-Folwark
Smyków
Stara Wieś
Stara Wieś Górna
Stary Skoszyn
Struga
Strupice-Folwark
Strupice-Kolonia
Szarotka
Sławęcice
W Łąkach
Wałsnów
Waśniów-Poduchowne
Wesołówka
Wielgus
Wierzbątowice
Witosławice
Wojciechowice-Kolonia
Zagaje Boleszyńskie
Zagaje Grzegorzowskie
Zajączkowice-Dwór
Łapiguz
Świącie